# Lambert Beauduin

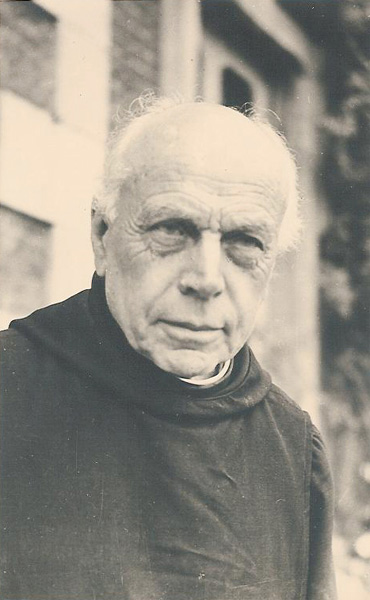
Dom Lambert Beauduin OSB

Lambert Beauduin OSB (* 4. August 1873 in Rosoux-les-Waxemme (Lüttich); † 11. Januar 1960 in Chevetogne) war ein belgischer Ordensgeistlicher, Liturgiker und Ökumeniker.

## Leben
Lambert Beauduin, Sohn eines belgischen Großindustriellen, empfing 1897 nach seiner theologischen Ausbildung im Priesterseminar in Lüttich die Priesterweihe und war als Mitglied der Aumôniers du travail in der Arbeiterseelsorge tätig. 1906 wurde er Mönch in der Benediktiner-Abtei Mont César (Abtei Keizersberg) in der Nähe von Löwen und Initiator der belgischen Liturgischen Bewegung. 1925 gründete er, mit dem besonderen Ziel des Brückenschlags in den christlichen Osten, eine Benediktinerfiliation in Amay, die 1939 nach Chevetogne in den Ardennen verlegt wurde – seit 1928 Priorat, seit 1990 Abtei Chevetogne. 
Er lehrte in Keizersberg Dogmatik und war er von 1921 bis 1925 Professor für Ekklesiologie und Liturgie am Päpstlichen Athenaeum Sant’Anselmo, der Ordenshochschule der Benediktiner in Rom. 
Beauduin galt neben Annibale Bugnini als einer der einflussreichsten Theologen in der modernen katholischen Liturgie. Außerdem gab er entscheidende Anstöße für den katholischen Ökumenismus. Stark von ihm beeinflusst wurde u. a. Paul Couturier und Nikolaus Egender.